# Hrvatski Čuntić
Hrvatski Čuntić je naselje u Republici Hrvatskoj, u sastavu Grada Petrinja, Sisačko-moslavačka županija.

## Stanovništvo
Popisom stanovništva iz 2011. godine, u naselju je popisano 86 osoba.
Prema popisu stanovništva iz 2001. godine, naselje je imalo 125 stanovnika te 48 obiteljskih kućanstava.
| broj stanovnika | 309   | 358   | 394   | 470   | 514   | 571   | 604   | 612   | 292   | 289   | 330   | 310   | 259   | 223   | 125   | 86    | 42    |
|                 | 1857. | 1869. | 1880. | 1890. | 1900. | 1910. | 1921. | 1931. | 1948. | 1953. | 1961. | 1971. | 1981. | 1991. | 2001. | 2011. | 2021. |

## Povijest
Prva veća skupina Hrvata predvođena ocima franjevcima osniva župu oko godine 1702., a potom grade samostan i crkvu.

## Znamenitosti
U selu dominira samostan i crkva Sv. Antuna Padovanskog, spomenik kulture, čija je gradnja započela 1729. godine. Godine 1895. je fotograf i svjetlotiskar Rudolf Mosinger, po nalogu  dr. Izidora Kršnjavog, predstojnika Odjela za bogoštovlje i nastavu (ili tadašnjeg ministra prosvjete i kulture), snimio crkvu u Čuntiću za Milenijsku izložbu u Budimpešti u sklopu predstavljanja kulturno-povijesnih spomenike zemlje.

Nasuprot crkvi, na manjem brdašcu ističu se ostatci stare utvrde Čuntić grad iz 16. stoljeća, od koje je ostala sačuvana samo branič-kula kružnoga tlocrta.

## Sport
U naselju je postojao nogometni klub NK Bratstvo i jedinstvo Hrvatski Čuntić
NK Bratstvo iz Hrvatskog Čuntića osnovan je 1981. godine. U svom postojanju do 1991. godine kada je i prestao djelovati zbog okupacije, takmičio se u 2 ondašnjoj ligi u Sisačko nogometnom savezu, i to ostvaruju i vrlo značajne rezultate. Između ostalog u sezoni 85/86 igrali su 4 kolo u ondašnjim kupu. A godine 1998 osvojili su i prvo mjesto, ali nisu otišli u viši rang svojom željom. Igrački kadar sačinjavali su domaći igrači, a nastupala su i po dva igrača iz šire okolice.